# Joachim Trier
Joachim Trier, norveški režiser, * 1974, København, Danska. 
Trier je režiral več kratkih filmov in en celovečerec. Obiskoval je National Film and Television School v Angliji. Velja za enega najobetavnejših norveških filmskih ustvarjalcev. Za svoje delo je prejel več mednarodnih nagrad, med drugim: MFF Karlovy Vary za režijo, MFF Toronto za največje odkritje festivala, MFF Istanbul Zlati tulipan za najboljši film.

## Filmografija
- Procter - 2002
- Repriza (Reprise) - 2006